# Orihuela Club de Fútbol
Maillots
Actualités

L'Orihuela Club de Fútbol est un club espagnol de football basé à Orihuela.

## Histoire
Le club, fondé en 1993, évolue dans les divisions régionales jusqu'en 1997. Il obtient alors la montée en Tercera División (quatrième division).
En 2002, le club est promu en Segunda División B (troisième division). Il est relégué à l'issue de la saison, en se classant à la 20e place.
Le club est à nouveau promu en Segunda División B en 2006. Il se classe 4e du Groupe 3 en 2011, ce qui constitue sa meilleure performance. Le club est relégué en Tercera División en 2013, après sept saisons consécutives passées dans cette division.
Le club atteint les seizièmes de finale de la Copa del Rey en 2008-2009, ce qui constitue son meilleur parcours dans cette compétition.